# Kombinacja norweska na Zimowych Igrzyskach Olimpijskich 1998 – sztafeta
Sztafeta w kombinacji norweskiej na Zimowych Igrzyskach olimpijskich 1998 odbyła się 20 lutego 1998 roku. Najpierw zawodnicy oddali po dwa skoki na normalnej skoczni olimpijskiej w Hakubie, a następnie wystartowali w sztafecie 4x5 kilometrów metodą Gundersena na trasie biegowej w Snow Harp. Tytułu mistrzowskiego broniła reprezentacja Japonii, która tym razem zajęła piąte miejsce. Nowymi mistrzami olimpijskimi zostali Norwegowie, srebrne medale wywalczyli reprezentanci Finlandii, a trzecie miejsce zajęli Francuzi.

## Skoki narciarskie
| Pozycja | Państwo           | Zawodnicy                                                           | Skok 1 (m)          | Skok 1 (pkt)                  | Skok 2 (m)          | Skok 2 (pkt)                  | Punkty                        | Strata |
| ------- | ----------------- | ------------------------------------------------------------------- | ------------------- | ----------------------------- | ------------------- | ----------------------------- | ----------------------------- | ------ |
| 1.      | Finlandia         | Jari Mantila Hannu Manninen Tapio Nurmela Samppa Lajunen            | 88,0 88,5 84,5 86,5 | 437,5 112,5 113,0 103,0 109,0 | 91,0 90,0 86,0 94,5 | 468,5 119,0 116,0 107,5 126,0 | 906,0 231,5 229,0 210,5 235,0 | –      |
| 2.      | Austria           | Mario Stecher Christoph Bieler Felix Gottwald Christoph Eugen       | 90,5 93,0 84,5 83,0 | 438,0 117,5 102,5 100,5       | 96,5 85,5 90,0      | 465,5 131,0 105,5 113,5 115,5 | 903,5 248,5 223,0 216,0       | +0:04  |
| 3.      | Norwegia          | Fred Børre Lundberg Kenneth Braaten Halldor Skard Bjarte Engen Vik  | 87,0 90,0 87,5 94,5 | 462,0 109,5 116,5 110 126,0   | 87,0 77,5 89,0 95,5 | 439,0 110,0 87,5 112,5 129,0  | 901,0 219,5 204,0 222,5 255,0 | +0:08  |
| 4.      | Czechy            | Marek Fiurášek Ladislav Rygl Jan Matura Milan Kučera                | 81,5 92,0 91,5      | 457,5 97,5 120,0 119,0 121,0  | 79,5 86,5 93,0 92,0 | 443,0 93,0 107,0 123,0 120,0  | 900,5 190,5 227,0 242,0 241,0 | +0:09  |
| 5.      | Japonia           | Satoshi Mori Gen Tomii Tsugiharu Ogiwara Kenji Ogiwara              | 90,5 87,5 89,5 89,0 | 459,5 117,0 111,5 116,0 115,0 | 85,5 85,0 88,0 86,0 | 433,5 106,5 105,5 113,5 108,0 | 893,0 223,5 217,0 229,5 223,0 | +0:21  |
| 6.      | Francja           | Fabrice Guy Nicolas Bal Ludovic Roux Sylvain Guillaume              | 90,5 87,5 89,5 89,0 | 459,5 117,0 111,5 116,0 115,0 | 85,5 85,0 88,0 86,0 | 433,5 106,5 105,5 113,5 108,0 | 893,0 223,5 217,0 229,5 223,0 | +1:11  |
| 7.      | Niemcy            | Jens Deimel Matthias Looß Thorsten Schmitt Ronny Ackermann          | 91,0 86,5 84,5 85,0 | 429,0 115,5 107,5 101,0 105,0 | 91,5 83,0 87,5 85,0 | 432,0 118,5 100,5 109,0 104,0 | 861,0 234,0 208,0 210,0 209,0 | +1:15  |
| 8.      | Rosja             | Aleksiej Fadiejew Władimir Łysenin Dmitrij Sinicyn Walerij Stolarow | 86,0 70,0 93,5 88,0 | 403,0 104,5 68,5 118,0 112,0  | 84,0 81,5 86,0 91,0 | 423,0 101,0 96,5 106,5 119,0  | 826,0 205,5 165,0 224,5 231,0 | +2:13  |
| 9.      | Stany Zjednoczone | Bill Demong Tim Tetreault Dave Jarrett Todd Lodwick                 | 87,5 83,0 84,5 91,0 | 404,0 79,0 102,0 104,0 119,0  | 84,0 81,0 83,5 87,0 | 403,0 96,5 95,0 101,0 110,5   | 807,0 175,5 197,0 205,0 229,5 | +2:45  |
| 10.     | Szwajcaria        | Marco Zarucchi Jean-Yves Cuendet Urs Kunz Andreas Hartmann          | 81,5 82,5 78,5 89,5 | 402,5 97,0 100,5 89,0 116,0   | 79,0 79,5 80,5 89,5 | 394,5 92,0 93,0 95,0 114,5    | 797,0 189,0 193,5 184,0 230,5 | +3:01  |
| 11.     | Estonia           | Tambet Pikkor Ago Markvardt Jens Salumäe Magnar Freimuth            | 78,0 76,0 87,0 77,5 | 370,5 90,0 84,0 108,5 88,0    | 80,5 79,5 83,5 79,0 | 379,0 94,0 92,0 101,0 92,0    | 749,5 184,0 176,0 209,5 180,0 | +4:21  |

## Biegi
| Pozycja | Zawodnik          | Państwo                                                             | Strata po skokach | Czas biegu                              | Miejsce w biegu | Czas      | Strata  |
| ------- | ----------------- | ------------------------------------------------------------------- | ----------------- | --------------------------------------- | --------------- | --------- | ------- |
|         | Norwegia          | Halldor Skard Kenneth Braaten Bjarte Engen Vik Fred Børre Lundberg  | +0:08             | 54:03,5 13:38,6 13:29,1 13:40,1 13:15,7 | 2.              | 54:11,5   | -       |
|         | Finlandia         | Samppa Lajunen Jari Mantila Tapio Nurmela Hannu Manninen            | –                 | 55:30,4 13:58,2 14:21,4 13:53,8 13:17,0 | 5.              | 55:30,4   | +1:18,9 |
|         | Francja           | Sylvain Guillaume Nicolas Bal Ludovic Roux Fabrice Guy              | +1:11             | 54:42,4 13:45,3 13:30,4 14:05,2 13:31,5 | 3.              | 55:53,4   | +1:41,9 |
| 4.      | Austria           | Christoph Eugen Christoph Bieler Mario Stecher Felix Gottwald       | +0:04             | 56:00,6 14:13,6 14:51,9 13:42,3 13:12,8 | 8.              | 56:04,6   | +1:53,1 |
| 5.      | Japonia           | Tsugiharu Ogiwara Satoshi Mori Gen Tomii Kenji Ogiwara              | +0:21             | 55:57,8 13:55,6 14:04,5 14:46,9 13:10,8 | 7.              | 56:18,8   | +2:07,3 |
| 6.      | Niemcy            | Matthias Looß Ronny Ackermann Thorsten Schmitt Jens Deimel          | +1:15             | 55:07,0 14:24,3 13:28,3 13:44,7 13:29,7 | 4.              | 56:22,0   | +2:10,5 |
| 7.      | Szwajcaria        | Marco Zarucchi Andreas Hartmann Jean-Yves Cuendet Urs Kunz          | +3:01             | 53:40,6 13:33,6 13:33,3 13:41,8 12:51,9 | 1.              | 56:41,6   | +2:30,1 |
| 8.      | Czechy            | Marek Fiurášek Milan Kučera Jan Matura Ladislav Rygl                | +0:09             | 56:55,7 14:50,5 13:27,6 15:19,3 13:18,3 | 10.             | 57:04,7   | +2:53,2 |
| 9.      | Rosja             | Aleksiej Fadiejew Władimir Łysenin Dmitrij Sinicyn Walerij Stolarow | +2:13             | 56:21,2 13:58,6 14:19,9 14:33,4 13:29,3 | 9.              | 58:34,2   | +4:22,7 |
| 10.     | Stany Zjednoczone | Dave Jarrett Tim Tetreault Bill Demong Todd Lodwick                 | +2:45             | 55:53,6 14:23,0 14:07,0 14:18,8 13:04,8 | 6.              | 58:38,6   | +4:27,1 |
| 11.     | Estonia           | Ago Markvardt Jens Salumäe Tambet Pikkor Magnar Freimuth            | +4:21             | 59:11,9 15:20,1 15:03,5 15:04,5 13:43,8 | 11.             | 1:03:32,9 | +9:21,4 |